# Magnésie du Sipyle
Magnésie du Sipyle (en grec ancien Mαγνησία ἡ πρὸς Σιπύλῳ / Magnēsía hē pròs Sipúlōi ou Mαγνησία ἡ ἐπὶ Σιπύλου / Magnēsía hē epì Sipúlou) est une cité de Lydie, située à environ 65 km au nord-est de Smyrne, sur l'Hermos, au pied du mont Sipyle. La ville ne doit pas être confondue avec sa voisine plus ancienne, Magnésie du Méandre, toutes deux fondées par des colons de la région grecque de Magnésie.
La première mention célèbre de la ville remonte à 190 avant notre ère lorsqu'Antiochos III est vaincu à la bataille de Magnésie du Sipyle par le consul romain Lucius Cornelius Scipio Asiaticus. Elle devient une ville importante sous la domination romaine et, bien qu'elle ait été presque détruite par un tremblement de terre sous le règne de Tibère, elle est restaurée par cet empereur et prospère pendant tout le règne de l'empire romain. C'est un centre régional important à travers l'Empire byzantin, et pendant l'interrègne du XIIIe siècle de l'Empire de Nicée. La cité abritait l'hôtel des monnaies impérial, le trésor impérial et a servi de capitale fonctionnelle de l'empire jusqu'à la reprise de Constantinople en 1261. Elle était l'une des rares villes de cette partie de l'Anatolie à rester prospère sous la domination turque. 
Le site de Magnésie du Sipyle est désormais situé dans la ville de Manisa en Turquie.